# Ace Romero
Justin Romero (nacido el 1 de mayo de 1990), conocido por su nombre en el ring Ace Romero, es un luchador profesional estadounidense. Anteriormente ha luchado notablemente para All Elite Wrestling, Major League Wrestling, Combat Zone Wrestling, Impact Wrestling y en toda la escena independiente estadounidense.

## Primeros años
Romero nació en Saco, Maine, el primero de tres hijos. A los 4 años se convirtió en un fanático de la lucha libre, con The Undertaker siendo su favorito de la infancia. En la escuela secundaria jugaba fútbol y lacrosse. Durante su último año, su maestro de inglés le dio una tarea de ensayo; "¿Qué quieres hacer cuando seas grande?". Romero escribió que quería ser un luchador profesional. La madre de Romero era madre soltera, lo que no le permitió tiempo para llevarlo a una escuela de lucha libre. Su profesor de inglés, que lo había animado, lo ayudó al llevarlo a su primer día en la escuela de lucha libre. Romero fue galardonado con el "mejor alumno" durante sus pruebas y recibió 3 meses de matrícula gratuita en la Academia de Lucha Pro de Nueva Inglaterra.

## Campeonatos y logros
- Independent Wrestling Entertainment[3][4]
  - IWE Heavyweight Championship (1 vez)
  - IWE Tag Team Championship (2 veces)

- Pro Wrestling Magic[3]
  - PWM Championship (1 vez)

- Rockstar Pro Wrestling[3][5]
  - Rockstar Pro Tag Team Championship (1 vez)
  - Rockstar Pro Trio Championship (1 vez)

- Xtreme Wrestling Alliance
  - XWA Firebrand Championship (1 vez)
  - XWA Tag Team Championship (1 vez)[6] - con JT Dunn